# Donje Trnjane
Donje Trnjane (cyr. Доње Трњане) – wieś w Serbii, w okręgu jablanickim, w mieście Leskovac. W 2011 roku liczyła 255 mieszkańców.